# Murray Street
| Recensione | Giudizio |
| ---------- | -------- |
| AllMusic   | [ 1 ]    |

Murray Street è il dodicesimo album del gruppo statunitense Sonic Youth, pubblicato il 25 giugno 2002.

## Tracce
Testi e musiche di Sonic Youth.
1. The Empty Page – 4:20
2. Disconnection Notice – 6:24
3. Rain on Tin – 7:56
4. Karen Revisited – 11:10
5. Radical Adults Lick Godhead Style – 4:27
6. Plastic Sun – 2:14
7. Sympathy for the Strawberry – 11:38

## Formazione
- Thurston Moore – chitarra, voce
- Lee Ranaldo – chitarra elettrica, voce in Karen revisited
- Kim Gordon – basso, voce
- Steve Shelley – batteria, percussioni
- Jim O'Rourke – chitarra elettrica, basso, registrazione, ingegneria del suono, missaggio

### Altri musicisti
- Don Dietrich – corno
- Jim Sauter – corno